# Perla dos Santos
Perla Regina dos Santos -conocida también como Perla dos Santos- (Guarulhos, 29 de enero de 1982) es una deportista brasileña de atletismo.
A nivel iberoamericano, recibió la medalla de plata en los 400 m vallas del XII Campeonato Iberoamericano de Atletismo de 2006 en Ponce, Puerto Rico. Por otro lado, en 2008 recibió la medalla de plata junto a Maria Laura Almirão, Josiane Tito y Sheila Ferreira en los 4 x 400 m relevo del XIII Campeonato Iberoamericano de Atletismo de 2008 realizado en Iquique, Chile.
A nivel sudamericano, ganó la medalla de oro por los 400 m vallas en el Campeonato Sudamericano de Atletismo realizado en Cali, Colombia, el año 2005, mientras que se alzó con la presea de bronce en los 800 m. Además, recibió la medalla de plata en las categorías 400 m y 400 m vallas en el Campeonato Sudamericano de Atletismo en Tunja, Colombia, realizado el año 2006, y la medalla de oro en la categoría 4 x 400 m relevo del mismo torneo junto a Lucimar Teodoro, Sheila Juvelina Ferreira y Juliana Paula Santos de Azevedo.
Por otro lado, recibió la medalla de oro en el Gran Premio Sudamericano que se realizó en Mar del Plata en 2003, mientras que ha defendido a su país en diversos torneos internacionales, entre ellos, los Juegos Panamericanos de 2007 a los que clasificó tras sus resultados en el Trofeo Brasil.